# Relations entre l'Argentine et l'Autriche
Les relations entre l'Argentine et l'Autriche sont des relations étrangères entre l'Argentine et l'Autriche.
Les deux pays sont membres des Nations Unies.

## Histoire
En 1864, l'Argentine et l'Empire austro-hongrois ont établi des relations diplomatiques. Au début du XXe siècle, quelques migrants autrichiens avaient immigré en Argentine.
L'Argentine a une ambassade à Vienne.
L'Autriche a une ambassade à Buenos Aires.